# Plana, Bileća
Plana je naselje v občini Bileća, Bosna in Hercegovina. 

## Deli naselja
Hamzovine, Kula, Kusturice, Međine, Plana, Podosoje, Selišta in Šakotići.

## Prebivalstvo
| Pregled števila prebivalcev po letih | Pregled števila prebivalcev po letih | Pregled števila prebivalcev po letih | Pregled števila prebivalcev po letih | Pregled števila prebivalcev po letih | Pregled števila prebivalcev po letih |
| ------------------------------------ | ------------------------------------ | ------------------------------------ | ------------------------------------ | ------------------------------------ | ------------------------------------ |
| 1948                                 | 1953                                 | 1961                                 | 1971                                 | 1981                                 | 1991                                 |
| -                                    | -                                    | -                                    | 244                                  | 167                                  | 120                                  |

| Narodna sestava prebivalstva po letih                                                                                        | Narodna sestava prebivalstva po letih                                                                                        | Narodna sestava prebivalstva po letih                                                                                       |
| --- | --- | --- |
| 1971 | 1981 | 1991 |
| . skupaj: 244 Muslimani 157 (64,34 %) Srbi 83 (34,01 %) Hrvati 0 (0,00 %) Jugoslovani 4 (1,63 %) drugi in neznano 0 (0,00 %) | . skupaj: 167 Muslimani 117 (70,05 %) Srbi 45 (26,94 %) Hrvati 0 (0,00 %) Jugoslovani 5 (2,99 %) drugi in neznano 0 (0,00 %) | . skupaj: 120 Muslimani 88 (73,33 %) Srbi 32 (26,66 %) Hrvati 0 (0,00 %) Jugoslovani 0 (0,00 %) drugi in neznano 0 (0,00 %) |